# John Zatara
Giovanni John Zatara es un personaje ficticio que aparece en los cómics publicados por DC Comics. Debutó como un superhéroe protagonista de sus historias en Action Comics durante la Edad de oro de las historietas que apareció por primera vez en el primer número. Él es representado como un mago de escena que también practica magia real. El personaje haría apariciones esporádicas dentro del universo ficticio de DC, siendo un personaje secundario asociado con su hija Zatanna junto con algunas conexiones con Batman.

## Historial de publicaciones
Su primera aparición fue protagonista de su propia historia "Zatara Mago Maestro" por el escritor y artista Fred Guardineer en la antología de la serie cómics estadounidense Action Comics, empezando por el primer número (junio de 1938).
Según el escritor Al Sulman, "llegó el momento en que [Fred Guardineer] ya no quería dibujar [la serie Zatara], por lo que el editor se lo entregó a mi hermano [Joe Sulman], y comenzó a dibujar la tira; pero tuvo que imitar el estilo de dibujo de Fred Guardineer, porque el personaje tenía que verse [igual], y funcionó bien".

## Biografía del personaje ficticio
John Zatara es presentado como mago en varias publicaciones de DC Comics, comenzando con Action Comics # 1 de 1938, que también contiene la primera aparición de Superman. Al igual que Mandrake el mago, Zatara tenía un gran indio del este como amigo / guardaespaldas, llamado Tong, para compartir sus primeras aventuras.
Además de ser un ilusionista, Zatara también tenía poderes mágicos genuinos (décadas más tarde atribuidos a ser un descendiente de los Homo magi), que se centró al hablar al revés: podía hacer cualquier cosa siempre que pudiera describirlo en sdrawkcab hceeps ("discurso al revés"). Esto ayudó a distinguir a Zatara de las numerosas imitaciones de Mandrake el mago que desordenaron los cómics y las revistas de pulpa del día, aunque Merlín el Mago (Quality Comics) también tenía este atributo, y también se lo dio al Creador de Zatara, Fred Guardineer.
Según la Enciclopedia de Superhéroes de la Edad de Oro de Jess Nevins, "lucha contra magos egipcios, un druida malvado, Zulus, un Lama loco, guerreros mongoles, el Rey Gorila, un terror de Saturno y Hombres de la Luna".
Su amor por la magia comenzó temprano cuando su tío, un ilusionista profesional, le dio un kit de magia. Aunque comenzó a aprender el oficio en la infancia, sus primeros intentos de actuar profesionalmente no tuvieron éxito hasta que se dio cuenta de que necesitaba trabajar en su talento para el espectáculo.
Sus lecciones de magia se vieron reforzadas por las visitas del Phantom Stranger, y tuvo una relación sexual con Madame Xanadu, pero ella se negó a casarse con él porque vio su futuro.
Con ese fin, adquirió los viejos diarios de Leonardo da Vinci, que era un antepasado directo. Mientras leía los diarios, que Da Vinci escribió en ortografía al revés como medida de seguridad, Zatara se enteró de que su familia tenía el dominio de la magia. Descubrió esto sin darse cuenta cuando accidentalmente le dio una orden a un maniquí para comenzar a agitar un brazo salvajemente. Zatara se dio cuenta de que podía ordenarle que se detuviera dando la orden deletreando al revés.
Con este nuevo conocimiento, Zatara desarrolló un espectáculo exitoso. Durante el estreno, se produjo un incendio en el escenario, lo que obligó a Zatara a usar su comando de magia real para apagarlo. Mientras que la audiencia confundió el incidente como parte del acto, Zatara se dio cuenta de que este poder podría ser invaluable para ayudar a las personas y decidió usarlo como tal entre shows.
Zatara se hizo buen amigo de Thomas Wayne. Sus excursiones con Wayne, llevaron a Wayne a conocer a su esposa, Martha. Después de que los dos fueron asesinados, Zatara salió de Gotham City, culpándose a sí mismo por no poder detener al joven huérfano Bruce. Finalmente, en Europa, Zatara se encontraría y se casaría con Sindella, quien dio a luz a su hija, Zatanna. Al parecer, Sindella murió después de dar a luz a Zatanna, lo que provocó que Zatara se convirtiera en un borracho deprimido.
Las cosas cambiaron para mejor en la vida de Zatara cuando llegó un joven Bruce Wayne, pidiéndole a Zatara que le enseñara a convertirse en un artista e ilusionista de escape. La aparición de Bruce llevó a Zatara a abordar su alcoholismo.

### La búsqueda de Zatanna
Zatanna, la hija de Zatara de una madre Homo magi, fue presentada en un cruce de varias partes en el que intentó encontrar a su padre, e intentó detenerla a cada paso, porque sabía que se había colocado un hechizo sobre ambos, eso haría que ambos murieran si se vieran. Esta aventura incluye a Zatara enfrentando a un brujo malvado en un mundo donde nada cambia o envejece. Zatara roba el cristal de teletransportación de su adversario en un intento algo exitoso para evitar que el hombre invada la Tierra. Zatara termina atrapado en la tierra de Kharma por una hechicera llamada Allura, a quien había atrapado en la Espada de Paracelso. Allura resultó tener una buena gemela, también llamó a Allura, quien la obligó a quitar el hechizo.

### Muerte
Al concluir la historia del "Gótico Americano" de Alan Moore (que estaba vinculada a los eventos de Crisis on Infinite Earths), John Constantine viene para que Zatanna, Mento y Sargon el Hechicero se unan para ayudar a demoníacos y divinos. fuerzas en otras dimensiones infernales luchan contra la entidad conocida como la 'Gran Bestia Malvada'. La sesión se celebra en la Mansión Wintersgate, el hogar del Barón Winters en Georgetown, Washington D. C., que también es un umbral temporal para otros planos de la realidad. Debido a que Constantine había llevado previamente a Zatanna a una " reunión de estudios tántricos", Zatara lo hará de no dejar que Zatanna fuera de su vista con Constantine presente y, por su sola presencia, se ve obligado a tomar parte en la sesión a la que fue no invitado. La Bestia, que es tan alta que su pulgar se cierne sobre el Infierno, se da cuenta de su grupo dos veces. El primer vistazo condena a Sargón, a quien Zatara convence de "morir como un hechicero" y no romper la mano. Sargón muere quemado noblemente. El segundo vistazo comienza a calentar literalmente a Zatanna. Zatara voluntariamente toma el efecto sobre sí mismo, muriendo (su sombrero humeante cae sobre la mesa), pero perdonando la vida de su hija.

### Problemas posteriores a la vida
Desde entonces, ha hecho apariciones esporádicas en la otra vida, incluida la resurrección de Mason O'Dare en Starman (vol. 2) # 80, y la miniserie de Los siete soldados: Zatanna.
En la miniserie Reign in Hell, Zatara es parte de un movimiento de resistencia general que opera en el Infierno. Está atrapado en varios conflictos y es asesinado por segunda vez en el Infierno por un furioso Lobo. Al igual que con la mayoría de los 'muertos', corre el riesgo de convertirse en forraje para el Infierno, un tormento donde la fisicalidad de los condenados se usa para recursos generales, como material de construcción. Al manipular su sangre para formar palabras, le pide a Zatanna que entregue su alma al 'Abismo', un reino que el Infierno no puede tocar. Zatanna lo hace, atormentada porque ahora debe destruir la esencia de su padre.
Su sobrino Zachary ahora usa el nombre de Zatara como mago escénico, yendo tan lejos, en el futuro alternativo de la línea de tiempo de Titanes del Mañana, para modelar su apariencia física y atuendo heroico en la ropa vintage y el aseo de su difunto tío.
En Justice League of America (vol. 2) # 39–40, un vínculo con el evento cruzado Blackest Night, Zatara fue reanimado como miembro del Black Lantern Corps, listo para atacar a su hija, Zatanna, en el Salón de Justicia. Zatanna tiene éxito en desterrar a la Linterna Negra, pero quedó psicológicamente aplastada por tener que matar nuevamente a su padre (después de verlo morir una vez antes).

## Otras versiones

### Kingdom Come
Otro Zatara apareció en un papel secundario en la miniserie Kingdom Come y su continuación, The Kingdom. Este Zatara es el hijo de Zatanna y el mágico John Constantine, lo que lo convierte en el nieto del original. Se lo describe como "un sucesor juvenil como Harry Houdini del linaje de superhéroes magos". En lugar de hablar al revés solo por sus hechizos, sin embargo, lo hace todo el tiempo, lo que molesta a sus colegas sin fin.

### Flashpoint
En la línea de tiempo alternativa del evento cruzado Flashpoint, Zatara se transformó en una motocicleta; su hija, Zatanna es su dueña.

## En otros medios

### Película

#### Universo extendido de DC
Se rumorea que Zatara aparece junto a su hija y otros personajes de DC basados en magia en una película desarrollada por Guillermo del Toro, ambientada en Universo extendido de DC, titulada Dark Universe. La película se basará en el equipo de superhéroes del cómic, Liga de la Justicia Oscura.

### Televisión

#### Acción en vivo
- Zatara es mencionado varias veces por su hija en el episodio "Hex" de Smallville. En ese episodio, su hija Zatanna intenta devolverlo a la vida con un hechizo mágico. Para hacerlo, debe sacrificar una vida que pretende ser suya.

#### Animación
- La primera representación transmitida de Zatara fue en un flashback en el episodio de Batman: la serie animada, "Zatanna", en el que Vincent Schiavelli le dio la voz. Zatara había entrenado a Bruce Wayne como un artista de escape, pero no hay indicios de que tenga el dominio de la verdadera magia real como en los cómics. Zatara ya murió en circunstancias no especificadas para el momento en que tuvo lugar el episodio. Batman también menciona a Zatara como su mentor en ventriloquismo en el episodio "Read My Lips".
- Giovanni Zatara aparece en la serie de televisión Young Justice con la voz de Nolan North con acento italiano. Él aparece como uno de los 16 miembros de la lista de la Liga de la Justicia en ese programa. Más tarde se ve obligado a ponerse el casco místico supremo del Destino, convirtiéndose en el segundo Doctor Fate, parcialmente poseído por el mismo espíritu Nabu. Doctor Fate luego es incluido en la Liga de la Justicia también. En el episodio "Seguridad privada", Nabu acordó liberar a Zatara durante una hora cada año para pasar tiempo con Zatanna antes de que tenga que volver a ser el Doctor Fate.
- Giovanni Zatara aparece en la serie de televisión DC Super Hero Girls, con la voz de Phil LaMarr. Hizo su primera aparición en #LaDulceJusticia cuando Zee olvida su mochila y usa magia para recuperarla. Más tarde apareció en el hotel en #DelirioDeGrandeza, donde él y Zee realizan un truco de magia que la involucra en una caja, en la que usa magia real para hacerla desaparecer. En el episodio, #Abracadabrapalooza, no solo era conocida por ser la historia de origen de cómo Zee descubrió su magia, sino también de cómo eran John y Zee antes de sus vidas en el hotel. Cuando ambos fueron invitados a preformarse en Abracadabrapalooza, a John le dijeron que Zee no podía preformar, pero no fue hasta que se dio cuenta de que Zee tenía magia y usó la suya para ayudarla, incluso admitiendo que él también tenía poderes mágicos, pero no los tenía en querer usarlos para herir los sentimientos de Zee. John luego le dio un cofre con un libro que le permitiría controlar su magia y ambos preformaron en el escenario y fueron descubiertos por un agente que les consiguió un concierto en el hotel.

#### Varios
- Además, en el concurso Cartoon Monsoon, Zatara apareció en la entrada de Zatanna como el padre frustrado del personaje principal, con la voz de Tom Kenny. La historia se estableció durante la adolescencia de Zatanna y se tomó ciertas libertades.
- Zatara se muestra en un cómic cruzado en The Batman Adventures y Superman Adventures. Los dos cómics muestran a Batman y Superman en la búsqueda respectiva de amuletos rojos y azules propiedad de Zatara que abrieron caminos a otra dimensión. Los cómics también muestran un flashback de un adolescente Bruce Wayne y Clark Kent que buscan lecciones de magia de Zatara, aunque ninguno entra en contacto, pero ambos usan el seudónimo "John Smith".